# Chris Herd
Christopher Herd (n. Perth, Australia, el 4 de abril de 1989), más conocido como Chris Herd, es un futbolista australiano que juega como mediocampista y cuyo club actual es el Sheikh Russel KC de la Liga Premier de Bangladés.

## Trayectoria

### Inicios
Chris Herd comenzó su carrera jugando fútbol juvenil en el ECU Joondalup SC de Perth y en 2005 fue reclutado por el Aston Villa junto a su compatriota Shane Lowry. Luego de entrenar dos años con las divisiones inferiores, firmó su primer contrato profesional que se extendía hasta 2009. Tras unas buenas actuaciones con el equipo de reservas, su contrato fue extendido por dos años más a mediados de 2008.

### Cesiones

#### Port Vale
A principios de 2008 Herd fue enviado a préstamo por un mes (el cual terminó siendo extendido) al Port Vale Football Club del Football League One para que adquiera experiencia. Hizo su debut como profesional con Port Vale, y días después anotó sus primeros dos goles en la derrota 3-2 ante Hartlepool United.

#### Wycombe Wandereres
Regresó de su préstamo en Port Vale en marzo de 2008, pero fue cedido nuevamente por un mes, esta vez al Wycombe Wanderers. Con este club jugó cuatro partidos antes de regresar al Villa.

#### Lincoln City
Luego de seis meses con el Villa pero sin haber jugado ningún partido, Herd fue cedido hasta el 1 de enero de 2010 al Lincoln City a finales de noviembre. El club extendió el préstamo hasta el final de la temporada, y el australiano terminó siendo uno de los favoritos de la hinchada, jugando 20 partidos y anotando cuatro goles.

### Regreso al Aston Villa
Herd se integró al primer equipo de los villanos para la temporada 2010/11 e hizo su debut con el club el 13 de noviembre de 2010, ingresando en el segundo tiempo del empate a 2 frente al Manchester United en Villa Park. Fue titular por primera vez el 2 de marzo de 2011 en la derrota 0-3 ante el Manchester City por la quinta ronda de la FA Cup. Debido a una serie de lesiones con los jugadores titulares, Herd jugó su primer partido como titular en la Premier League como defensor central días después, el 19 de marzo de 2011, cuando enfrentaron a los Wolverhampton Wanderers en el Estadio Molineux. Continuó jugando, aunque no siempre de titular, para el primer equipo del Villa en varias posiciones, desde su posición natural en el centro del campo, hasta de defensor central y lateral. En diciembre de 2011 extendió su contrato con el Aston Villa hasta el fin de la temporada 2014-15.
Herd su primer gol en la Premier League el 7 de abril de 2012 en el empate 1-1 contra el Liverpool en Anfield. El 28 de agosto de 2012 inició la temporada 2012-2013 anotando su segundo gol, esta vez en la victoria 3-0 contra Tranmere Rovers por la Copa de la Liga de Inglaterra.

## Selección nacional
Herd ha sido parte de las selecciones juveniles de Australia, más notablemente del equipo que representó a su país en la Copa Mundial de Fútbol Sub-20 de 2009 en Egipto.
Debido a su padre y gracias a que aún no ha jugado para Australia en un partido competitivo, Herd también tiene la opción de representar a Escocia a nivel mayor. No obstante, su padre indicó en septiembre de 2011 que es muy poco probable que acepte un llamado por parte de Escocia y que Herd está comprometido con la selección australiana.
Fue convocado a los socceroos por primera vez en noviembre de 2011 para los partidos clasificatorios a la Copa Mundial de Fútbol 2014 contra Omán y Tailandia, pero se tuvo que retirar del equipo debido a una lesión. Volvió a ser convocado en agosto de 2012, pero nuevamente se tuvo que retirar por lesión.

## Clubes
| Club                           | País       | Año       |
| ------------------------------ | ---------- | --------- |
| Aston Villa                    | Inglaterra | 2007-2015 |
| Port Vale (a préstamo)         | Inglaterra | 2008      |
| Wycombe Wanderers (a préstamo) | Inglaterra | 2008      |
| Lincoln City (a préstamo)      | Inglaterra | 2009-2010 |
| Bolton Wanderers (a préstamo)  | Inglaterra | 2014      |
| Wigan Athletic (a préstamo)    | Inglaterra | 2015      |
| Chesterfield                   | Inglaterra | 2015-2016 |
| Perth Glory                    | Australia  | 2016      |
| Gillingham                     | Inglaterra | 2016-2017 |
| Western Sydney Wanderers       | Australia  | 2017-2018 |
| Buriram United                 | Tailandia  | 2018      |
| Chennaiyin                     | India      | 2019      |
| Sheikh Russel KC               | Bangladés  | 2019-     |